# Монопения
Монопения (моноцитопения) — уменьшение содержания моноцитов.
Понижение уровня моноцитов (моноцитопения) может вызываться следующими причинами:
- Апластическая анемия (поражение костного мозга);
- Волосатоклеточный лейкоз;
- Пиогенные инфекции;
- Роды;
- Оперативные вмешательства;
- Шоковые состояния;
- Стресс;
- Прием глюкокортикоидов.